# ノーズクリップ

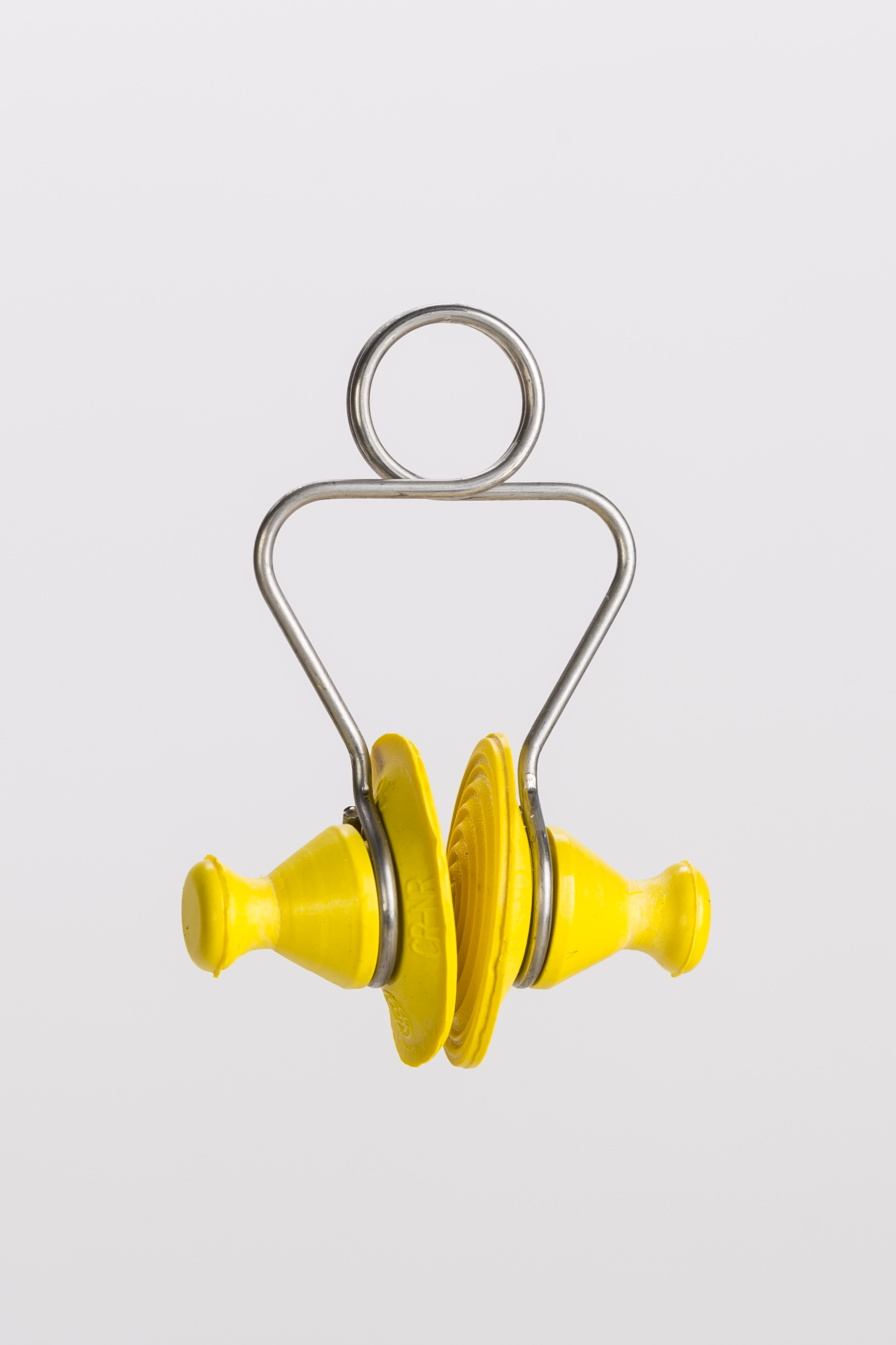

ノーズクリップ（英: nose clip）は、競泳、アーティスティックスイミング、カヌー、カヤック、フリーダイビングなどで使用する道具。鼻をはさんで鼻の穴から水が入らないようにする。

## 概要
競泳では上唇を尖らせて鼻の穴を塞ぐことができる選手もいるが、これが苦手な選手は主に背泳ぎで使用することがある。特に潜水（バサロ）スタートを行うときは鼻に水が入りやすい。また、水に不慣れな競泳初心者もノーズクリップを着用することがある。オーストラリアの競泳選手イアン・ソープも幼少時代に着用して練習していたという。
カヌーでロデオ系のプレイをしたり、カヤックでエスキモーロールをするときなどは特に鼻に水が入りやすいため、ノーズクリップを着用することがある。なお、カヌー・カヤック用は紛失防止のため、ヒモ付きのものが一般的。